# Легіслатура штату Аляска
Легіслатура штату Аляска — законодавчий орган американського штату Аляска. Легіслатура, як і майже всі інші законодавчі органи штатів, є двопалатною і складається із Сенату, в якому 20 сенаторів, та з Палати представників, в якій 40 представників. Відповідно існують 20 сенатських виборчих округів, пронумерованих від "A" до "T", та 40 представницьких виборчих округів, пронумерованих від 1 до 40. Маючи всього 60 законодавців, Легіслатура штату Аляска є найменшим двопалатним законодавчим органом в країні, та другим найменшим взагалі, випереджаючи лише однопалатну Легіслатуру штату Небраска. Сенатори обираються на терміни в чотири роки, представники на два роки. В жодній з палат нема обмежень на кількість термінів. Легіслатура збирається в будівлі Капітолія штату Аляска в столиці штату, місті Джуно.
На відміну від багатьох інших законодавчих органів у США, обидві палати Легіслатури штату Аляска мають довготривалу традицію утворення коаліції із членів обох основних партій. Члени партії меншості, які об'єднуються у коаліцію з партією більшості, вважаються членами партії більшості при призначеннях у комітети та при проведенні засідань фракцій.

## Структура

### Непрофесійна легіслатура
Аляска належить до числа 40 штатів, в яких депутатство не є повною зайнятістю. Сесії Легіслатури штату Аляска є короткими у порівнянні з законодавчими органами інших штатів, і вони дозволяють депутатам зберігати своє основне місце роботи, особливо в світлі того, що економіка штату є значною мірою сезонною, з багатьма робочими місцями в риболовному секторі та в туризмі. Тому, Легіслатура штату Аляска зберігаю свою волонтерську природу, яка була притаманна багатьом законодавчим органам штатів до середини 20-го сторіччя. Це призводить до постійних, але незначних, суперечок щодо потенціального конфлікту інтересів, який виникає у законодавців через наявність в них іншої роботи.
Річна заробітна плата членів легіслатури складає 50 400 доларів на рік, а також доплати за кожен сесійний день.

### Вимоги до депутатів
Кандидат до легіслатури повинен мати право голосу і проживати на Алясці не менше ніж три роки, проживати на території виборчого округу, з якого обирається, протягом року до моменту вступу на посаду. Сенатор має бути віком не менше 25 років, а представник не менше 21 року, на момент складення присяги.
Кожна палата законодавчого органу може виключити зі свого складу члена, якщо це рішення буде підтримане двома третинами голосів. Таке в історії Легіслатури штату Аляска траплялось лише один раз, 5 лютого 1982 року, коли Сенат 12-го скликання Легіслатури виключив зі свого складу Джорджа Хомана, який представляв місто Бетел. 24 грудня 1981 року його було звинувачено у хабарництві, але він демонстративно відмовився піти у відставку. Однак, під час розслідування випадків корупції на Алясці Міністерством юстиції США та Службою внутрішніх доходів США протягом 2003-2010 років ця процедура не застосовувалась. Законодавці, щодо яких велося розслідування, пішли у відставку самі, не добилися номінації від партії на наступних виборах, програли вибори або й взагалі не намагались брати в них участь.
Конституція штату Аляска дає законодавчому органу можливість самому встановлювати дату початку терміну. Терміни починаються в другий понеділок січня після року президентських виборів або в третій вівторок січня після року губернаторських виборів. Сенатори обираються на чотирирічні терміни, представники на дворічні. Половина складу Сенату переобирається кожні два роки.

### Сесії
Щорічні сесії починаються в січні та є обмеженими регламентом до 90 днів. Спеціальні сесії тривалістю в 30 днів можуть скликатися при наявності консенсусу двох третин депутатів обох палат. Під час виборів 2006 року також була ухвалена громадянська ініціатива, яка зменшила максимальну тривалість звичайної сесії з 121 дня до 90 днів. Сесія 2008 року стала першою 90-денною.

## Законодавчий процес
Депутати можуть вносити законопроєкти, передавши їх Головному клерку Палати представників або Секретарю Сенату, який приймає законопроєкт і присвоює йому номер. Законопроєкти подані Губернатором штату Аляска вносяться через Регламентний комітет в будь-якій з палат. Під час сесії законопроєкт представляється палаті, до якої він внесений, зачитуванням його номера, назви, автору чи авторів. Після цього законопроєкт передається до комітету, одного чи декількох. В обох палатах є такі комітети: фінансів, охорони здоров'я, освіти і соціальних служб, судочинства, працевлаштування і комерційної діяльності, регіональних справ і справ громад, ресурсів, регламенту, транспорту і справ штату, а також підкомітети створені головами комітетів.
Голови комітетів можуть вирішувати чи розглядати законопроєкт, члени комітету можуть проголосувати за затвердження законопроєкту в оригінальній формі або про внесення змін до нього. Коли законопроєкт затверджений в комітеті, він передається наступному комітету або комітету з регламенту, який і сам може внести зміни до законопроєкту або внести його до порядку денного палати. Як тільки комітет з регламенту вніс законопроєкт до порядку денного палати, він додається до календаря роботи палати для другого читання. Знову зачитується номер, назва, автор чи автори законопроєкту, а також звіти комітетів, які його розглядали. Палата голосує за прийняття або відхилення змін запропонованих комітетами, також члени палати можуть пропонувати зміни вже під час другого читання. Під час третього читання законопроєкт голосується в остаточній формі. Після завершення цієї процедури, законопроєкт передається іншій палаті легіслатури, де проходить через такий самий процес.
Якщо в другій палаті законопроєкт не був змінений, він передається на підпис до Губернатора, який може підписати його і тим самим перетворити його на чинний закон, або накласти вето, яке однак може бути подолане двома третинами голосів в кожній палаті. Якщо ж друга палата внесла зміни до законопроєкту, перша палата має проголосувати за те щоб погодитись на них або відхилити. Якщо перша палата відхиляє зміни внесені другою, законопроєкт передається на розгляд до спільної робочої групи двох комітетів, яка має знайти консенсусний варіант, після чого законопроєкт відправляється на "четверте читання" до обох палат.

## Галерея

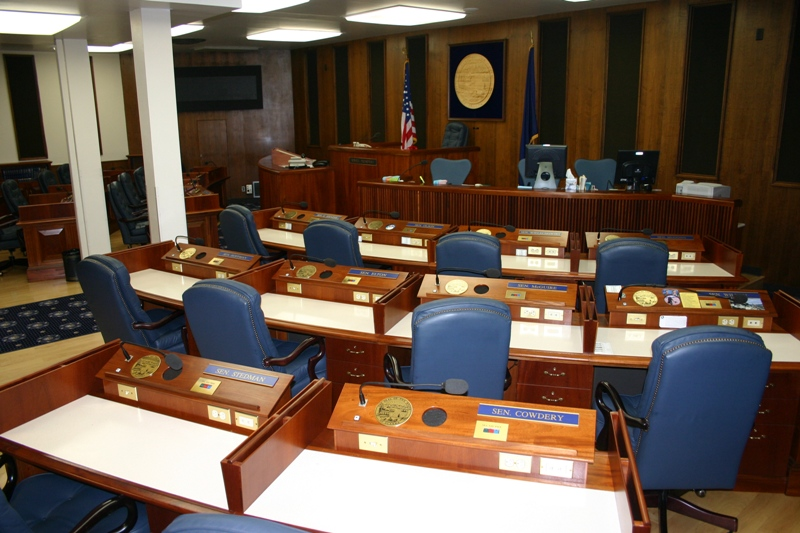
Зала засідань Сенату
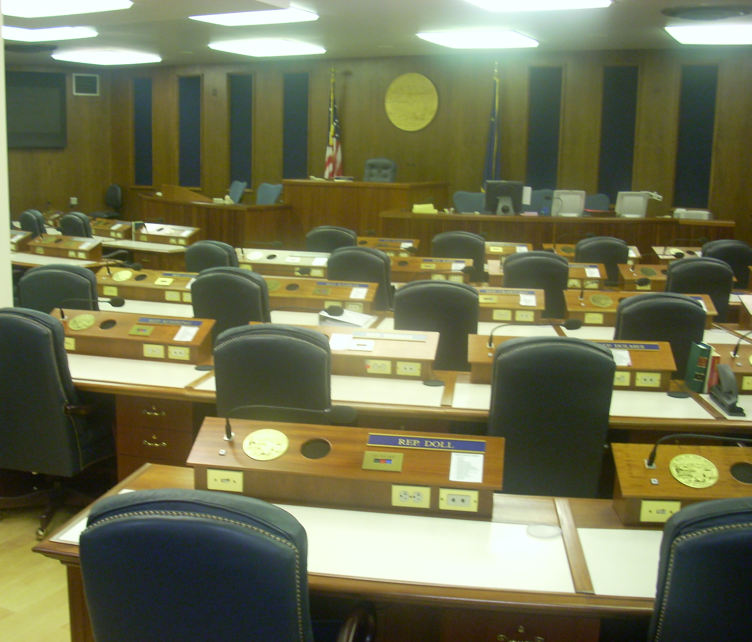
Зала засідань Палати представників
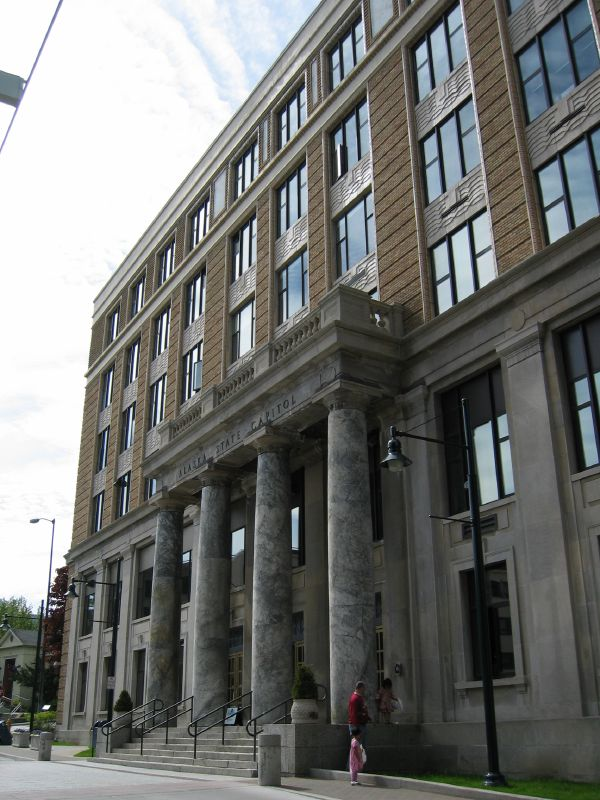
Вхід до будинку Капітолія
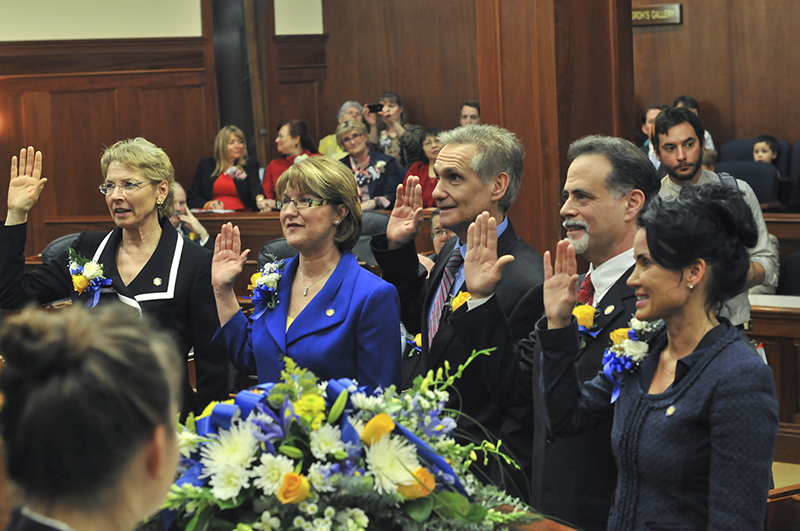
Складення присяги депутатами